# Mimopictes aristippella
Mimopictes aristippella är en fjärilsart som beskrevs av Turati 1924. Mimopictes aristippella ingår i släktet Mimopictes och familjen praktmalar, Oecophoridae. Inga underarter finns listade i Catalogue of Life.